# セントデービッド島

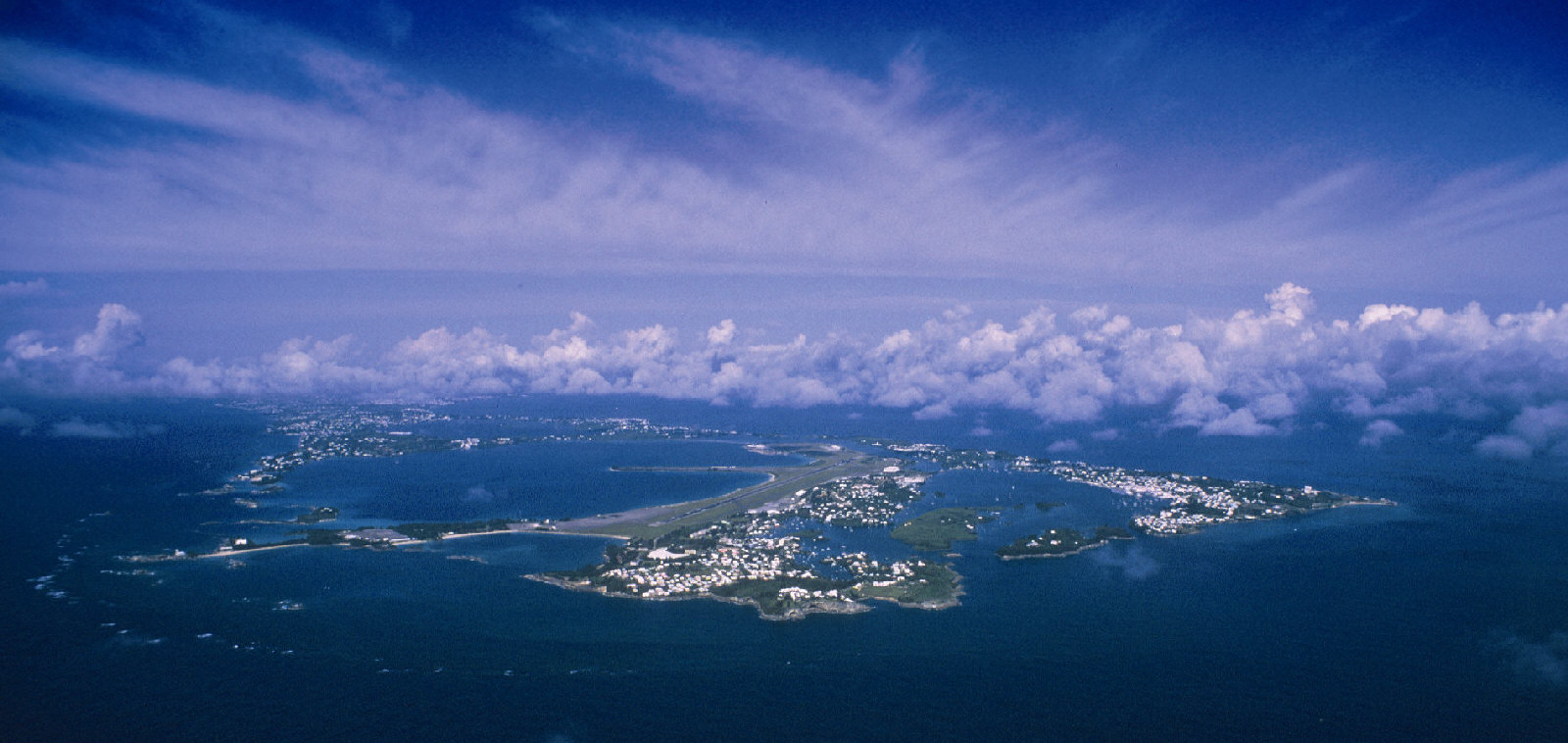
バミューダ諸島の鳥瞰図。最前面はセントデービッド島

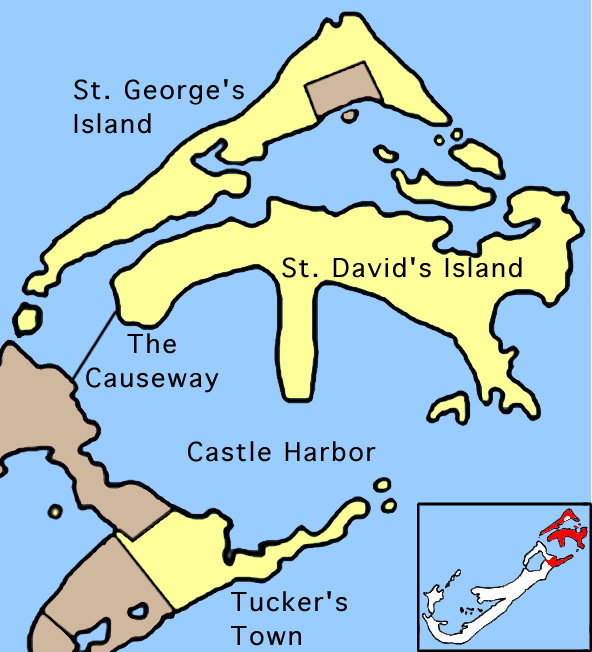
現在のセントデービッド島地図

セントデービッド島（セントデービッドとう、英: Saint David's Island）は、大西洋に浮かぶバミューダ諸島の島である。主島バミューダ島の東側に位置し、主島には橋や堤防で繋がっている。

## アメリカへの元租借地
1940年から2002年までアメリカ合衆国の租借地はセント･デービッド島に存在していた。第二次世界大戦中の1940年、ドイツ海軍のUボートが大西洋を航行する船を脅かしていたが、イギリスは大西洋の植民地を守る余裕がなかった。これに対して、アメリカがニューヨークやワシントンの正面に位置し、大西洋防衛の必要性があったため、イギリスからセント･デービッド島を99年間租借した。租借料を支払う代わりに、駆逐艦50隻をイギリスへ提供するのが条件だった。島の西側を埋め立て、5.8平方キロを占めるアメリカ陸軍航空軍のキンドリー飛行場を建設して使用し、2002年に租借地が返還された。